# Sobekhotep V.
Merhotepre Sobekhotep, znan tudi kot Sobekhotep V., v starejših študijah Sobekhotep VI., je bi faraon Trinajste egipčanske dinastije, ki je vladala v drugem vmesnem obdobju Egipta. Egiptolog Kim Ryholt trdi, da je bil trideseti vladar te dinastije, medtem ko ga Darrell Baker postavlja na devetindvajseto mesto. V starejših študijah ga Jürgen von Beckerath in Detlef Franke enačita z Merhotepre Inijem, s čimer postane Sobekhotep VI. in osemnidvajseti faraon dinastije.

## Prepoznavanje
Identiteta Merhotepre Sobekhotepa je sporna, ker njegovega imena ni na Torinskem seznamu kraljev, sestavljenem v ramzeškem obdobju. Po Kimu Ryholtu na seznamu manjka zato, ker je bil zapisan v vrstici pod Sobekhotepom IV., ki je zaradi poškodovanega papirusa izgubljena. Njegov obstoj je kljub temu nesporen, ker je na sedečem kipu v Kairskem muzeju njegova kartuša. Franke in von Beckerath ga zaradi enakega priimka istovetita z Merhotepre Inijem (Ini I.). Ryholt je leta 1997 dokazal, da je bil zapisan v manjkajočem delu Torinskega seznama in poudaril, da je bilo v tistem obdobju veliko vladarjev s priimkom Sobekhotep. Po njegovem mnenju je vladal tri leta.

## Kronološki položaj
Merhotepre Sobekhotepov kronološki položaj za Sobekhotepom IV. trdno dokazujejo rodoslovni pečati, na katerih faraoni omenjajo svoje starše.